# Adaeze Yobo
Adaeze Yobo, née Adaeze Stephanie Chinenye Igwe est une mannequin nigériane. Elle représente l'état d'Anambra, lorsqu'elle est élue plus belle femme du Nigeria (en) en 2008. Durant son règne, elle s'investit dans la sensibilisation à la drépanocytose mais aussi dans la mise en valeur des talents nigérians. Elle représente son pays au concours Miss Monde 2008 et finit première dauphine Miss sports 2008.
Ambassadeur des Nations unies pour la paix, elle crée la fondation Adaeze Igwe qui sensibilise à la lutte contre le SIDA et le cancer du sein et recueille des dons pour des projets tels que le  paludisme et la tuberculose.
En 2010, elle épouse le footballeur Joseph Yobo.

## Source de la traduction
- (en) Cet article est partiellement ou en totalité issu de l’article de Wikipédia en anglais intitulé « Adaeze Yobo » (voir la liste des auteurs).